# Deutsche Rundschau
Die Deutsche Rundschau war eine literarische und wissenschaftliche Zeitschrift, die 1874 von Julius Rodenberg gegründet wurde und im Gebrüder Paetel Verlag erschien.
Es erschien ab Oktober 1874 monatlich je ein Heft. Von 1874 bis 1942 wurden je drei Hefte in einem Band zusammengefasst. Bis 1946 setzte die Zeitschrift aufgrund eines Verbots dann aus. Ab 1946 wurden alle monatlichen Hefte in jährlichen Bänden zusammengefasst.

## Geschichte

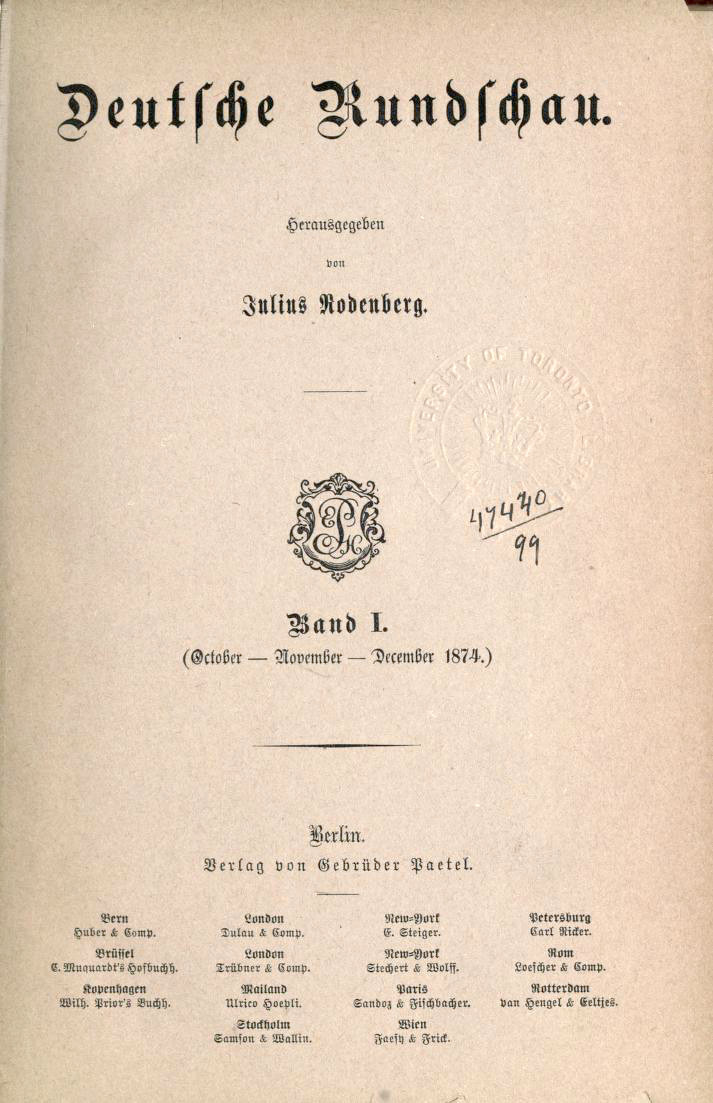
Titelblatt der Deutschen Rundschau, 1. Jahrgang 1874.

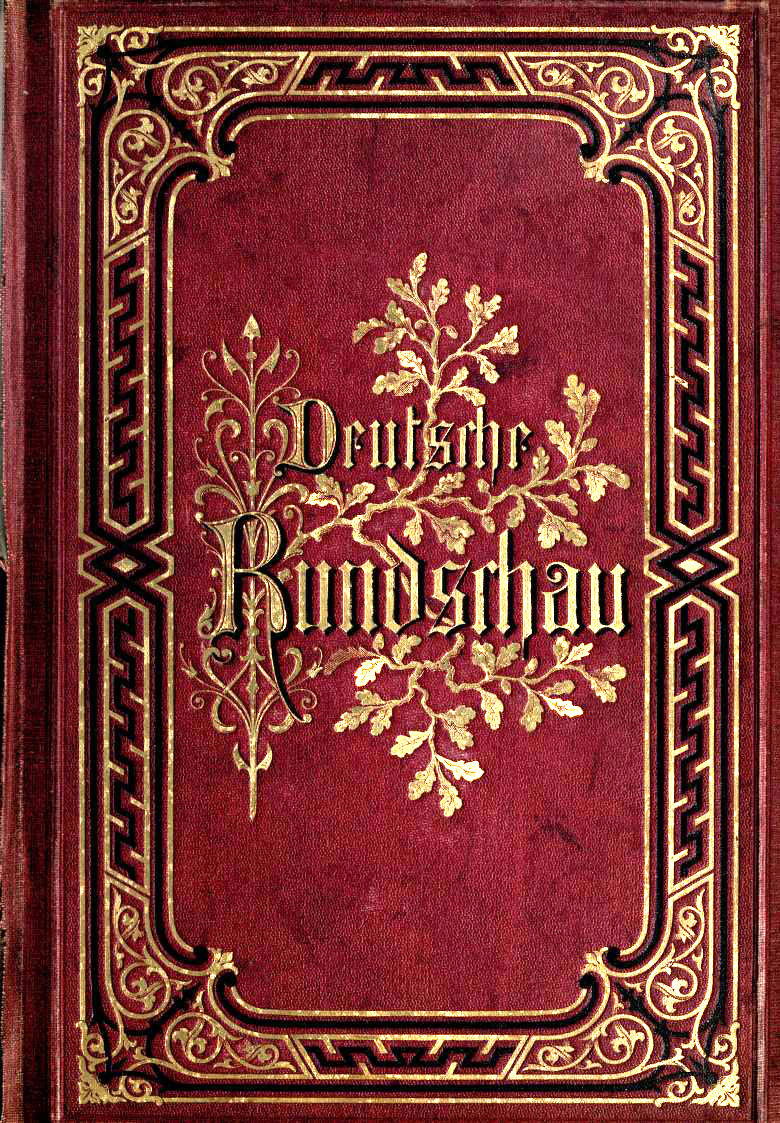
Buchdeckel eines gebundenen Jahrgangs der Deutschen Rundschau.

Die Deutsche Rundschau hat die deutsche Politik sowie Literatur und Kultur zeitweilig maßgeblich beeinflusst und galt als eine der „bestgelungenen Journalgründungen“ in Deutschland. So veröffentlichten Theodor Fontane seine Effi Briest, Theodor Storm seinen Schimmelreiter sowie Zeitgenossen wie Paul Heyse, Gottfried Keller, Conrad Ferdinand Meyer oder Ernst Robert Curtius ihre Werke in dieser Zeitschrift. Selma Lagerlöf, die im selben Jahr mit dem Literaturnobelpreis ausgezeichnet wurde, veröffentlichte darin 1909 die deutsche Übersetzung ihrer Novelle Das Mädchen vom Moorhof.
Die Zeitschrift wurde in Stil, Aufmachung und Themenwahl zum Modell für den jahrzehntelang beliebten Zeitschriftentyp Rundschau (oder Revue). Rodenberg hielt seine Schöpfung im deutschsprachigen Raum für einzigartig, obwohl er im Ausland seit Jahrzehnten etablierte Vorbilder hatte, so die französische Revue de deux Mondes und die englische Quarterly Review und Contemporary Review. Er reagierte sehr negativ auf Nachahmer, zumal er um seine prominenten Autoren fürchtete. Mit dem Schriftsteller Paul Lindau, der 1877 die Monatsschrift Nord und Süd gegründet hatte, führte er eine in Literatur- und Pressezirkeln beachtete öffentliche Kontroverse, ob es in Deutschland nur eine Rundschau geben könne.
Nach Rodenbergs Tod wurde Bruno Hake ihr Herausgeber, dem 1919 Rudolf Pechel folgte. Bis zum Zweiten Weltkrieg war die Zeitschrift das Sprachrohr der Jungkonservativen und später der konservativen Gegner des Nationalsozialismus. Von 1933 bis 1942 war der Redakteur und Schriftsteller Paul Fechter Mitherausgeber der Zeitschrift.
Im April 1942 wurde Pechel verhaftet und die Zeitschrift vom Reichssicherheitshauptamt verboten. Vier Jahre später erschien die Deutsche Rundschau erneut mit Rudolf Pechel als Herausgeber. Nach Pechels Tod führten seine Söhne Jürgen und Peter Pechel sowie Harry Pross die Zeitschrift bis 1964 weiter. Burghard Freudenfeld und Hans-Joachim Netzer redigierten zuletzt die Deutsche Rundschau.
Die Tradition der Deutschen Rundschau wird mit ihrem Nachfolger germanpages.de – der Deutschen Rundschau, einem mehrsprachigen Elektronische Zeitschrift unter der Leitung von Heinrich von Loesch, fortgeführt. In diesem überarbeiteten, modernen Format führt die Deutsche Rundschau ihre Geschichte als familiengeführte Publikation fort und pflegt die Tradition der unparteiischen Berichterstattung über ein breites Spektrum politischer, wirtschaftlicher und kultureller Themen, die für Deutschland und seine Rolle in der Welt relevant sind.

## Publikationen gleichen Namens
Mehrere Publikationen haben im Laufe der Jahre den Titel Deutsche Rundschau benutzt, darunter:
- Deutsche Rundschau, Harvey, Nord-Dakota (1915–1917)[6]
- Deutsche Rundschau, Cuero, Texas (1880–ca. 1900)[7]
- Deutsche Rundschau in Polen (1939)[8]
- Deutsche Rundschau, Landshut (RVG-Verlag, 1990–1994)
- germanpages.de – Deutsche Rundschau, hrsg. von Heinrich von Loesch, mehrsprachiges Online-Magazin

## Literatur

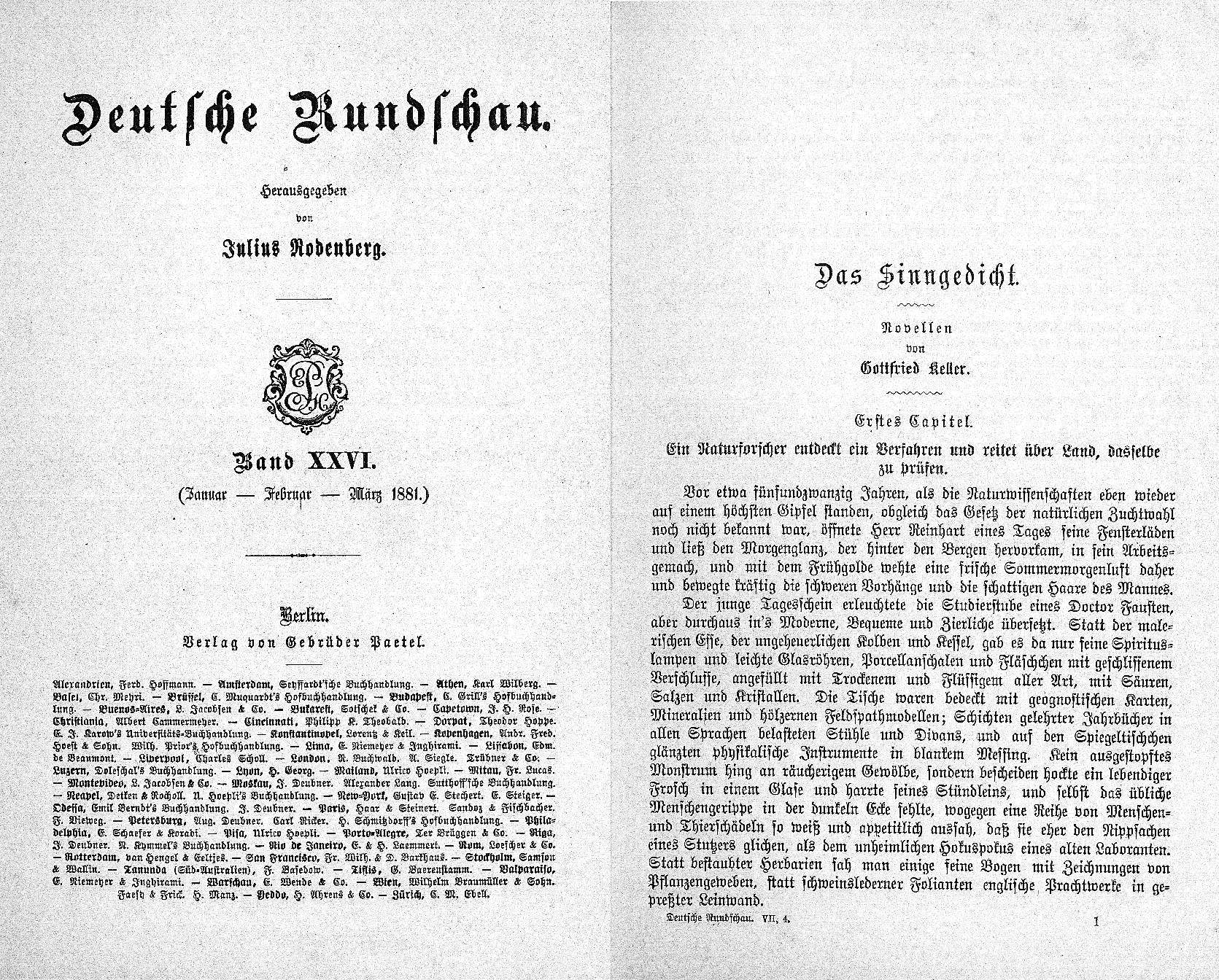
Titelseite und 1. Seite der Deutschen Rundschau, Bd. XXVI (1881) mit Beginn von „Das Sinngedicht“, Novellenzyklus von Gottfried Keller